# Liste des ports de la Méditerranée

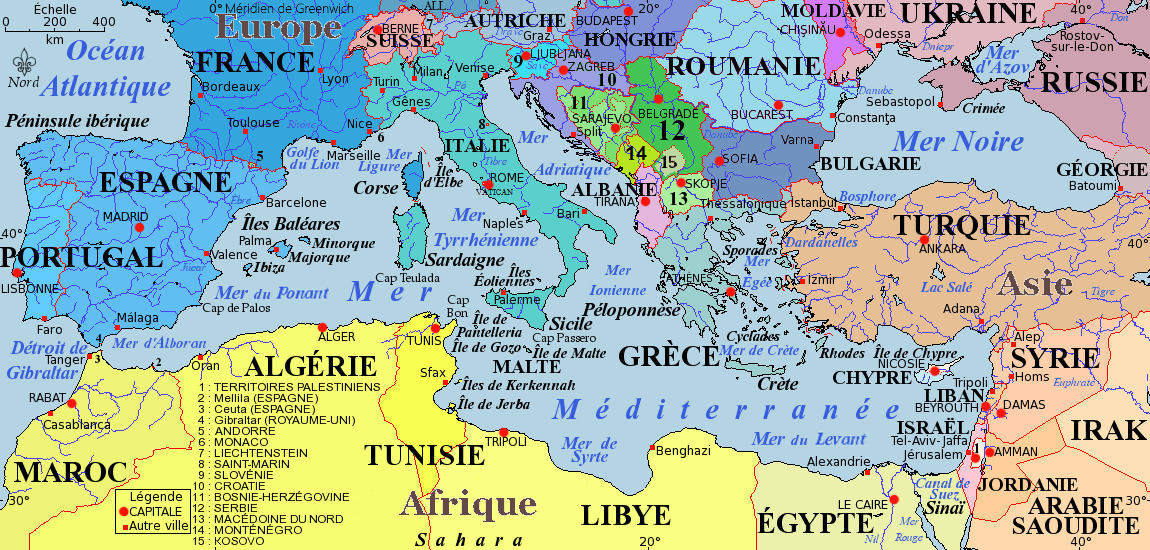
Carte de la mer Méditerranée

Ci-dessous se dresse une liste des ports de la mer Méditerranée, classés d'après leur position. Cet article utilise la définition géomorphologique et économique de la Méditerranée, qui inclut les mers Adriatique et Noire, et non la définition climatique et biogéographique, qui les exclut.

## Méditerranée occidentale
En partant du détroit de Gibraltar et en allant vers le nord-est et en faisant le tour de la Méditerranée occidentale :

### Europe
- Gibraltar (possession anglaise)

#### Espagne
- Algésiras
- Malaga
- Cartagène
- Alicante
- Valence
- Tarragone
- Barcelone

#### France
- France continentale :
  - Gruissan
  - Port-Vendres
  - Port-la-Nouvelle
  - Sète (le Port des Eaux Blanches)
  - Le Grau-du-Roi
  - Port autonome de Marseille :
    - Port-Saint-Louis-du-Rhône
    - Port-de-Bouc
    - Fos-sur-Mer
    - Marseille Vieux-port

  - Toulon
  - Hyères
  - Cannes
  - Antibes
  - Nice, voir aussi port de Nice
  - Menton.
- Corse :
  - Ajaccio
  - Bastia
  - Porto
  - Bonifacio

#### Italie
- Péninsule italienne :
  - Portoferraio
  - Port de Gênes
  - La Spezia
  - Livourne
  - Civitavecchia
  - Naples
  - Gioia Tauro
  - Salerne
- Sardaigne :
  - Cagliari
- Sicile :
  - Palerme
  - Agrigente
  - Syracuse
  - Augusta
  - Catane
  - Messine
  - Trapani

#### Monaco
- La Condamine

### Afrique

#### Algérie
- Port d'Alger
- Annaba
- Arzew
- Port de Béjaïa
- Béni Saf
- Boumerdès
- Chlef
- Ghazaouet
- Jijel
- Mers-el-Kébir
- Mostaganem
- Oran
- Skikda
- Tamentfoust
- Ténès

#### Maroc
- Tanger Méditerranée
- Tanger (ville)
- Nador
- Cap de l'eau
- Al-Hoceima
- M'diq
- Fnideq
- Martil
- Saidia
- Ksar Sghir

#### Tunisie
- Bizerte
- Hammamet
- Gabes
- La Goulette
- Radès
- Sfax
- Skhira
- Sousse
- Houmt Souk
- Zarzis

#### Espagne
- Melilla
- Ceuta

## Méditerranée orientale
En partant du canal d'Otrante et en se dirigeant vers l'est, et en faisant le tour de la Méditerranée orientale :
- Grèce :
  - Patras
  - Le Pirée
  - Salonique
- Turquie :
  - Izmir
  - Antalya
- Chypre :
  - Limassol
  - Larnaka
- Syrie :
  - Lattaquié
- Liban :
  - Beyrouth
- Israël :
  - Haïfa
  - Ashdod
- Égypte :
  - Port-Saïd → entrée du canal de Suez
  - Alexandrie
- Libye :
  - Tripoli
- Malte :
  - La Valette
- Italie (péninsule) :
  - Reggio de Calabre
  - Tarente

## Mer Adriatique
En partant du canal d'Otrante et en parcourant la côte italienne vers le nord puis la côte balkanique et albanaise vers le sud :
- Italie :
  - Brindisi
  - Bari
  - Ancône
  - Venise
  - Mestre
  - Trieste
- Slovénie :
  - Koper/Capodistria
- Croatie :
  - Pula
  - Rijeka
  - Zadar
  - Šibenik
  - Split
  - Ploče
  - Dubrovnik
- Monténégro :
  - Kotor
- Albanie :
  - Durrës
  - Vlora

## Mer Noire
En partant du Bosphore et en parcourant la côte dans le sens des aiguilles d'une montre :
- Turquie d'Europe :
  - Istanbul (détroit du Bosphore)
- Bulgarie :
  - Bourgas
  - Varna
- Roumanie :
  - Mangalia
  - Constanza
- Ukraine :
  - Odessa
  - Kherson
  - Marioupol
- Crimée (Ukraine, rattachée de facto à la Russie) :
  - Sébastopol
  - Kertch (Péninsule de Kertch)
- Fédération de Russie :
  - Rostov (Mer d'Azov)
  - Novorossiisk
- Géorgie :
  - Soukhoumi (en Abkhazie)
  - Poti
  - Batoumi
- Turquie (Anatolie) :
  - Trébizonde
  - Samsun
  - Sinop
  - Inebolu
  - Zonguldak